# 풍운의 권객
"풍운의 권객"은 한국에서 제작된 강범구 감독의 1974년 영화이다. 이해룡 등이 주연으로 출연하였고 김인동 등이 제작에 참여하였다.

## 출연

### 주연
- 이해룡
- 황준
- 최성

## 기타
- 원작자: 최진영